# Pavetta fruticosa
Pavetta fruticosa är en måreväxtart som beskrevs av William Grant Craib. Pavetta fruticosa ingår i släktet Pavetta och familjen måreväxter.
Artens utbredningsområde är Thailand. Inga underarter finns listade i Catalogue of Life.